# La Fin du voyage (Doctor Who)
La Fin du voyage  (Journey's End) est le 13e et dernier épisode de la Saison 4 de la deuxième série de la série télévisée de science-fiction britannique Doctor Who. Marquant la dernière saison ayant pour producteur Russell T Davies, il termine sur un gigantesque crossover de la série avec ses séries dérivées Torchwood et The Sarah Jane Adventures. Son histoire conclut l'arc commencé avec La Terre volée. Cet épisode fut très attendu, à la suite des nombreuses suppositions amenées par le cliffhanger de l'épisode précédent. D'une durée de 65 minutes, il est plus long de 20 minutes qu'un épisode standard de la série.

## Accroche
La Terre se trouve au milieu de 26 planètes enlevées par les Daleks, le Docteur vient d'être touché par un tir dalek et de nombreux personnages sont en danger. Le Docteur et ses compagnons doivent affronter Davros ainsi que les Daleks pour tenter de les arrêter.

## Distribution
- David Tennant : Dixième Docteur
- Catherine Tate : Donna Noble
- Billie Piper : Rose Tyler
- Freema Agyeman : Martha Jones
- John Barrowman : Capitaine Jack Harkness
- Elisabeth Sladen : Sarah Jane Smith
- Noel Clarke : Mickey Smith
- Camille Coduri : Jackie Tyler
- Gareth David-Lloyd : Ianto Jones
- Eve Myles : Gwen Cooper
- Thomas Knight : Luke Smith
- Bernard Cribbins : Wilfred Mott
- Jacqueline King : Sylvia Noble
- Adjoa Andoh : Francine Jones
- Julian Bleach : Davros
- Valda Aviks : Femme Allemande
- Shobu Kapoor : Femme effrayée
- Elizabeth Tan : Anna Zhou
- Michael Price : Homme Libérien
- Nicholas Briggs : Voix des Daleks
- John Leeson : Voix de K-9
- Alexander Armstrong : Mr Smith

## Résumé
À bord du TARDIS, le Docteur est en pleine régénération. Une fois que son corps a guéri, il arrête celle-ci en transférant l'énergie restante dans sa main coupée. Le TARDIS est enlevé par les Daleks, et est transporté à l’intérieur du vaisseau principal des Dalek, le Creuset. Le Docteur et ses compagnons, Jack et Rose quittent le TARDIS, mais Donna reste enfermée. Le Dalek Supreme ordonne que le TARDIS soit détruit, et ce, malgré les nombreuses supplications du 'Dernier Enfant de Gallifrey' qui se dit même prêt à prendre sa place, si cela signifiait la sauver.
Pendant le processus, Donna s'effondre sur la main coupée du docteur. L'énergie stockée dans la main se libère et crée un nouveau Docteur qui régénéré à travers elle, sauve le TARDIS de la destruction imminente. Parallèlement, les employés de Torchwood, Gwen Cooper et Ianto Jones  se réfugient dans un espace-temps impénétrable ; Sarah Jane Smith est sauvée d'une extermination de Dalek par l'ex-petit-ami de Rose : Mickey Smith. Celui-ci et la mère de Rose, Jackie Tyler se rendent à bord du Creuset ; Jack est 'tué' par les Daleks ; et Martha Jones se téléporte vers un château près de Nuremberg.
Le Docteur et Rose sont emmenés à Davros, qui leur explique que les 27 planètes volées forment un champ de compression qui peut annuler l'énergie électrique des atomes. La «bombe de réalité» résultante a le potentiel de détruire toute matière dans tous les univers parallèles existants. La réalité elle-même serait détruite. Une fois que l'appareil a été testé, les Daleks reçoivent deux transmissions : Sarah, Mickey, Jack et Jackie menacent de détruire le Creuset en utilisant une "Étoile Noire" communément appelée 'Un Prisme Étoilé' que Sarah Jane a en sa possession, et Martha menace d'utiliser la Clé d’Osterhagen : un appareil de dernier recours qui détruirait la Terre. 
Avant que l'un ou l'autre plan ne puisse être mis en marche, le Dalek suprême a transporté le Creuset juste devant Davros. Davros se prépare à faire exploser la «bombe de réalité» avant que le TARDIS ne se matérialise devant lui. Le 2e Docteur (clone humain métacrise biologique), et Donna essaient d'utiliser un dispositif qui va concentrer la bombe sur les Daleks, mais Davros les fait exploser avec de l'électricité et détruit l'appareil. La connaissance de Seigneur du Temps, que Donna a acquise lors de son contact avec la main coupée, se libère en elle, lui permettant de désactiver la bombe quelques secondes avant son explosion. Les deux Docteur l'aident à désactiver l’ensemble des Daleks et à remettre en place les planètes. Cependant, avant que la Terre ne puisse être déplacée, le panneau de contrôle est détruit. Motivé par la prophétie de Dalek Caan, le nouveau Docteur détruit les Daleks et le Creuset. Davros est choqué par la trahison de Dalek Caan. Le Docteur original lui offre de lui sauver la vie, mais Davros refuse, appelant le Docteur «Le Destructeur des Mondes» avant qu'il ne soit tué par la destruction du vaisseau. Les compagnons fuient dans le TARDIS et "remorquent" la Terre jusqu’à son orbite originale, avec l'aide du supercalculateur de Sarah, M. Smith, son chien robotique K9 et la faille spatio-temporelle à Cardiff.
Le Docteur ramène l’ensemble de ses compagnons sur Terre : Sarah rentre chez son fils, Luke ; Martha et Mickey partent avec Jack. Enfin, le Docteur renvoie Rose et Jackie dans leur univers parallèle dans lequel elles ont été piégées. Le Docteur envoie également le nouveau Docteur dans cet univers avec elles, d’une part pour le punir d’avoir commis un génocide, mais, surtout, afin de récompenser l'amour de Rose, puisque ce second Docteur est partiellement humain. Cela signifie qu'il n'a qu'un seul cœur et qu'il ne peut pas se régénérer ; il va donc vieillir et mourir avec Rose. 
Après le départ de ses compagnons, le Docteur se rend compte que l'esprit de Donna est en train d’être débordé par les connaissances du Seigneur du Temps. Car comme une humaine seigneur du temps métaboliquement étant impossible, et tout ce fameux savoir étant en train de la tuer, il n'a pas le choix. Et c'est donc désemparé et à contre cœur, et ce, malgré les nombreuses supplications de cette dernière (qui désire plus que tout rester), qu'il est obligé de lui effacer la mémoire afin de lui sauver la vie (depuis leur toute première rencontre), comme si leur amitié n'avait jamais existé. 
Il ramène ensuite Donna, inconsciente chez elle en expliquant à sa mère, Sylvia et à son grand-père, Wilfred que Donna ne doit jamais se souvenir de lui, auquel cas son esprit 'se consumerait' et elle en mourrait. Puis, il s'en va, seul, le cœur brisé après avoir dit au revoir à Donna (qui s'était réveillée entre-temps) et qui ne le reconnaît bien évidemment pas. 
Au nom de celle-ci, Wilfred lui promet de penser à lui à chaque nuits tombées, à chaque fois qu'il regardera les cieux dès lors que les étoiles brilleront.

## Continuité
- Dans cet épisode, la main coupée de l'épisode L'Invasion de Noël joue un rôle important.
- Le nom donné à Donna et au Docteur par les Oods à la fin de l'épisode Le Chant des Oods trouve son explication.
- L'épisode se réfère aussi à l'épisode La Genèse des Daleks (1975) lorsque Davros mentionne la présence de Sarah Jane sur Skaro lors de la création de la race Dalek[1].
- On revoit la plage fictive de Dårlig Ulv Stranden (fausse expression norvégienne signifiant « Baie du Méchant Loup ») vue à la fin de Adieu Rose[1]. La réponse du Docteur à Rose est laissée en suspens afin de rester aussi ambiguë qu'à la fin de Adieu Rose. Selon ce que dit la productrice Julie Gardner dans les commentaires audios, cela signifie seulement que le Docteur a besoin de son amour[2],[3].
- Davros appelle le Docteur le « Destructeur de mondes », tout comme il le faisait dans l'épisode de la première série Remembrance of the Daleks (1988).
- Le Docteur demande à Gwen Cooper si sa famille est à Cardiff depuis longtemps, en écho au fait que l'actrice Eve Myles ait joué le rôle de Gwyneth dans l'épisode Des morts inassouvis.

### Un autre Docteur
L'un des événements importants de cet épisode est la création d'un deuxième Docteur. Contrairement à d'autres épisodes, comme The Two Doctors où le Docteur est joué par un ancien acteur, ce Docteur est identique au Dixième Docteur. Dans l'épisode de Doctor Who Confidential qui accompagnait cet épisode, Davies disait : « Les événements sont tellement prenants, fous, épiques et universels qu'il fallait au moins deux Docteurs pour résoudre l'épisode ». Collinson explique que s'ils avaient un budget illimité ils auraient utilisé David Tennant sur tous les plans : « nous avions un nombre de plans très limité où l'on pouvait voir les deux Docteurs ensemble, il fallait donc les choisir avec attention ».
Dans ces scènes-là, il s'agissait de Colum Regan, la doublure de Tennant, utilisée pour des scènes où l'on voyait un des Docteurs de dos, ou bien une de ses mains ou juste l'arrière de sa tête sur le plan.

## Production

### Premières ébauches
La grande partie du concept de l'épisode final était déjà en cours d'écriture en mars 2007. Davies explique que dès que la première mention de la cascade de Méduse (Cascade of Medusa) fut prononcée entre le Docteur et le Maître dans l'épisode Le Dernier Seigneur du temps, au même moment, une sorte de brèche entre les dimensions permettait à Rose de revenir. Il envoya au journaliste de Doctor Who Magazine un e-mail expliquant le rôle du Dalek Caan et la résurrection de Davros. L'idée d'une régénération du Docteur fut imaginée mi-2007 et celle d'une régénération servant de cliffhanger était déjà dans l'imagination de Davies le 12 juillet 2007 alors que débutaient les tournages pour la 4e saison.

### Écriture
L'épisode précédent s'arrêtait durant la régénération, car Russell T Davies voulait créer « le plus grand et le plus excitant cliffhanger jamais vu dans Doctor Who ». Habituellement les régénérations n'arrivaient qu'en fin de saison,. Très débattue, la résolution du cliffhanger par le siphonnage du Docteur de cette énergie vers la main supplémentaire est considérée par Davies comme « légitime » car cette main a finalement un rôle important dans la suite de l'épisode. La production s'était inquiétée du fait que la régénération et la création d'un nouveau Docteur créerait un débat parmi les fans, car l'une des douze régénérations accordées au Docteur a été utilisée. La production a originellement décliné le débat, mais Davies dit plus tard que comme le processus n'a pas été complet, le Docteur n'a donc pas utilisé une de ses régénérations. Ce dernier point a été contredit par l'épisode spécial de Noël 2013, L'Heure du Docteur.

### Casting
Mickey Smith et Jackie Tyler refont leur apparition depuis Adieu Rose. K-9 Mark IV (voix de John Leeson) était apparu pour la dernière fois dans l'épisode de The Sarah Jane Adventures The Lost Boy, et n'était pas apparu dans Doctor Who depuis L'École des retrouvailles.
Le présentateur de l'émission Blue Peter, Gethin Jones, fait un caméo en tant que prisonnier des Daleks. Il avait aussi joué un des Cybermen et joué son propre rôle dans le pilote de The Sarah Jane Adventures Invasion of the Bane.

### Scènes coupées
Deux scènes furent coupées parce qu'elles rendaient les choses trop confuses. Ainsi, avant de repartir dans le TARDIS, le Docteur donnait au Docteur resté avec Rose une sorte de « corail » venu du TARDIS qui lui aurait permis de construire son propre TARDIS. Elle a été coupée car la production trouvait que cela rendait la scène de la baie du Méchant Loup « trop longue et trop complexe » et cela laissait à penser que produire un autre TARDIS est une chose assez facile.
Une autre scène coupée avait lieu lors de la toute dernière scène : « Après avoir dit au revoir au Docteur, celui-ci rentre dans le TARDIS, elle (Donna) repart dans la cuisine, puis, elle entend le bruit du TARDIS à l'extérieur... elle reste un moment interdite, puis reprend son téléphone et se remet à parler ». Julie Gardner trouvait la scène trop confuse et amenant de possibles mésinterprétations. Puisque l'on sait que les souvenirs de Donna peuvent la tuer, et qu'elle n'a pas reconnu le Docteur, cela n'aurait finalement aucun sens qu'elle reconnaisse le bruit du TARDIS.

### Davros
Russell T Davies voulait que le retour de Davros soit une sorte de constat d'échec pour lui : « Davros aurait dominé les Daleks.... comme des robots qui auraient compris à quel point ils sont géniaux », et l'on voit dans les saisons précédentes à quel point ils peuvent être intelligents individuellement. La réapparition de Davros devait être un plan de secours pour de nombreuses occasions, il fut question à un moment de le faire réapparaître lors de À la croisée des chemins à la place de l'Empereur Dalek.
L'acteur Julian Bleach avait été choisi après sa performance dans une pièce de Olivier Award, Shockheaded Peter, et après son rôle dans l'épisode de Torchwood Le Dernier Souffle,. Pour garder le retour de Davros secret, le personnage avait été désigné comme « l'ennemi » ou « Dave Ross » dans l'équipe et pour le tournage, ce qui n'empêcha pas Radio Times d'estimer que son retour était le « secret le plus mal gardé de l'histoire de la télévision »,.
Bleach décrit son interprétation de Davros comme un mélange entre « le mégalomane, le savant fou, et le génie perdu » et comme une sorte « d'hybride entre Hitler et Stephen Hawking aux désirs nihilistes ».
L'apparence de Davros n'a pas vraiment changé depuis l'épisode La Genèse des Daleks, et le seul changement fut de remplacer sa main détruite lors de Revelation of the Daleks par une arme robotisée. Les producteurs firent deux changement mineurs sur le design : enlever son microphone, jugé redondant avec sa voix, et changer l'armature sortant de son crane qui semblait être une faiblesse de plus pour le personnage.

« Sérieusement, Davros doit signifier terrifiant, et on a eu tellement de génies du mal dans la science-fiction, - comme l'empereur Palpatine dans Star Wars - qu'il fallait quelque chose pour faire en sorte que tout le monde s'assied et réalise que cet homme est le Roi de l'Horreur : l'originel et le meilleur ! Et il y a eu tellement de changements physiques depuis le début que je voulais en faire le mien. »

— Russell T Davies

### Les Daleks
L'épisode montre deux variétés de Daleks : le Dalek Suprême, en rouge pour faire un clin d'œil au film de Peter Cushing : Dr. Who et les Daleks, et le Dalek Caan, en partie détruit. Dans le script, Caan était décrit comme : 

« ...ouvert, fondu, et détruit, dont les lignes droites sont maintenant courbes. Cette créature est maintenant plus tordue qu'auparavant, sa peau est craquelée. Elle a un œil borgne ; et sa voix est ancienne, chantonnante et folle. »

— Russell T Davies, script pour "The Stolen Earth". Retranscrit par Andrew Pixley de Doctor Who Magazine.
En V.O., le doubleur Nicholas Briggs changea de voix pour chaque modèle : une voix grandiose pour le Dalek Suprême, pour montrer son côté égoïste, et une voix chantante pour Caan afin de refléter la folie du personnage, résultant de sa venue dans la Guerre du Temps pour sauver Davros,. « Caan ne peut dire s'il est heureux ou triste, son emphase est étrange, et il trouve drôles des choses qui ne sont pas drôles du tout, il est une sorte d'oracle ayant un esprit “ quasiment pur ” ».

« Ma théorie sur Caan c'est que sa traversée de la Guerre du Temps et sa sortie provoquèrent sur son cerveau des pensées inversées ou totalement aléatoires, donc tous ses neurones ne cessent de changer de façon aléatoire. C'est pour cela qu'il ne sait pas ce qui est drôle ou sérieux. Il sait juste la vérité et cela l'a complètement rendu cryptique. Je pense qu'il est bloqué dans un moment d'extase, lorsque toutes ses émotions reviennent en lui, le faisant rire que ce soit approprié ou non. »

— Nicholas Briggs, 
Graeme Harper dit qu'il « adore le rire de Caan » et Davies que cela en faisait « le Dalek le plus effrayant jamais filmé ».

### Tournage
Le tournage des deux épisodes dura approximativement six semaines en 2008, commençant le 18 février 2008 et finissant le 29 mars. Le château de Castell Coch au pays de Galles, situé à quelques minutes des studios, fut utilisé afin de simuler la forteresse allemande. La baie du Méchant Loup est en réalité une plage de Southerndown, à quelques kilomètres à l'ouest de Cardiff, et simulant assez bien une plage norvégienne

## Diffusion et réception critique
Afin de garder le secret, il n'y eut (comme les années précédentes) aucun DVD d'envoyé à la presse. La publicité pour l'épisode ne montrait que le Docteur en train de dire « Je me régénère » et une foule de Daleks.
Cet épisode a été diffusé gratuitement et en direct sur les écrans de Trafalgar Square à Londres dans le cadre de la Pride London 2008 ; le dernier épisode de la saison 3 devait être diffusé de la même manière en 2007, mais il avait été annulé par mesure de sécurité,. À la fin, un teaser annonçait l'épisode spécial de Noël 2008.
Cet épisode fut le programme le plus regardé de la semaine à la télévision anglaise, ce qui fut une première pour un épisode de Doctor Who.
Lors de la diffusion en décembre 2008 de cet épisode par la Canadian Broadcasting Corporation au Canada, il fut amputé de 21 minutes afin de pouvoir rentrer dans la case publicitaire, et beaucoup de passages impliquant les compagnons du Docteur sont passés à la trappe. Pour s'excuser, la CBC a diffusé en streaming l'épisode en version non-censurée sur son site.